# Bruning (Nebraska)
Bruning és una població dels Estats Units a l'estat de Nebraska. Segons el cens del 2000 tenia 300 habitants.

## Demografia
Segons el cens del 2000, Bruning tenia 300 habitants, 150 habitatges, i 85 famílies. La densitat de població era de 413,7 habitants per km².
Dels 150 habitatges en un 19,3% hi vivien nens de menys de 18 anys, en un 49,3% hi vivien parelles casades, en un 4,7% dones solteres, i en un 43,3% no eren unitats familiars. En el 40% dels habitatges hi vivien persones soles el 26,7% de les quals corresponia a persones de 65 anys o més que vivien soles. El nombre mitjà de persones vivint en cada habitatge era de 2 i el nombre mitjà de persones que vivien en cada família era de 2,71.
Per edats la població es repartia de la següent manera: un 19% tenia menys de 18 anys, un 5,7% entre 18 i 24, un 19,3% entre 25 i 44, un 19,3% de 45 a 60 i un 36,7% 65 anys o més.
L'edat mediana era de 51 anys. Per cada 100 dones de 18 o més anys hi havia 74,8 homes.
La renda mediana per habitatge era de 30.972 $ i la renda mediana per família de 43.036 $. Els homes tenien una renda mediana de 32.273 $ mentre que les dones 19.135 $. La renda per capita de la població era de 17.148 $. Aproximadament el 5,5% de les famílies i el 7,5% de la població estaven per davall del llindar de pobresa.

## Poblacions més properes
El següent diagrama mostra les poblacions més properes.